# Gerhard Merz (Söldner)
Gerhard Eugen Merz (* 1947 in Frankfurt am Main; † 17. März 2004 in Malabo) war ein mutmaßlicher deutsch-israelischer Waffenhändler und Söldner, der bei einem gescheiterten Putsch in Äquatorialguinea starb.

## Leben
Merz siedelte in seiner Kindheit oder Jugend nach Israel aus und kehrte 1963 nach Deutschland zurück. Am 19. November 1994 tauchte Merz’ Name zusammen mit zwei Geschäftspartnern in einem Dekret von US-Präsident Bill Clinton auf, die Merz der Lieferung von Chemiewaffen an den Iran in den Jahren 1991 bis 1993 beschuldigt. US-Amerikanern wurde verboten, mit Merz Geschäfte zu machen. Wie die israelische Tageszeitung Haaretz im Jahr 1999 herausfand, kauften Merz und seine Geschäftspartner vermutlich mit Wissen des israelischen Geheimdienstes die Vorprodukte für chemische Waffen in China.
Als der britische Söldner Simon Mann einen Staatsstreich in Äquatorialguinea plante, heuerte er Merz dem britischen Journalisten zufolge als für den Lufttransport Verantwortlichen an. Merz war zu diesem Zeitpunkt Angestellter der Chartergesellschaft Central Asian Logistics. Sie stellte laut Adams zwei Flugzeuge für den Coup bereit. Am 9. März 2004 wurde Merz in Malabo zusammen mit einem Vorauskommando aus 14 weiteren Söldnern verhaftet. Sechs Tage später starb Merz im Black-Beach-Gefängnis. Nach Aussagen von Mitgefangenen wurde er zu Tode geprügelt oder erlitt einen Herzinfarkt infolge der Schläge. Der Geschäftsführer der Charterfirma beharrte gegenüber der Frankfurter Rundschau darauf, sein Mitarbeiter Gerhard Merz sei unschuldig in die Verhaftungswelle nach dem versuchten Staatsstreich geraten.
Jahre nach seinem Tod, am 7. November 2011, hob das US-Außenministerium die Sanktionen gegen Gerhard Merz auf.´